# Jean Puissant
Pour les articles homonymes, voir Puissant.
Ne pas confondre avec Jean Puissant, auteur de "La colline sans oiseaux : 14 mois à Buchenwald" de "Antoinette ou Crime à Bois-Avril", roman policier écrit au camp de Buchenwald et de "Mélusine. contes et légendes de Basse-Bourgogne".
Jean Puissant, né à Uccle en 1942, est un écrivain et un historien belge francophone.

## Biographie
Jean Puissant, spécialiste en histoire sociale, est professeur émérite à l'Université libre de Bruxelles où il a été directeur de la section de communication, information et journalisme (1992-1996).
Il est professeur d’histoire et de géographie aux lycées de Touggourt et de Laghouat en Algérie.
Docteur en philosophie et lettres (section d’histoire) de l’ULB (1974), il est chercheur au FNRS (1975-1979) et professeur visiteur à l’Université de Bujumbura au Burundi entre 1975 et 1977.
Jean Puissant a été lauréat du Prix de l’Académie royale de Belgique et le cofondateur de l’Association belge des historiens contemporains, dont il a assuré le secrétariat francophone jusqu’en 1982.
Président de La Fonderie depuis 1992, Jean Puissant est aussi à la tête du Comité scientifique de l’écomusée de Bois-du-Luc.

## Publications
- L'Évolution du mouvement ouvrier socialiste dans le Borinage, Académie royale de Belgique, 1982
- La coopération en Belgique. Tentative d'évaluation globale, 1991
- Sous la loupe de la police française, le bassin industriel du Centre (1885-1893), Cercle historique, 1988
- Méthodes bibliographiques et documentaires, Presses universitaires de Bruxelles, 1997
- Dictionnaire des patrons en Belgique : les hommes, les entreprises, les réseaux, De Boeck, 1996 (collectif)
- Dictionaire biographique du mouvement ouvrier en Belgique, Éditions Vie Ouvrière (Pour les lettres A et B), En cours (collectif)[4]